# Scotopteryx perplexaria
Scotopteryx perplexaria là một loài bướm đêm trong họ Geometridae.